# OSCEC
El Órgano de Seguimiento y Coordinación del Extremeño y su Cultura (OSCEC), en  extremeño Órganu de siguimientu i cordinación del estremeñu i la su coltura, es un organismo creado el 25 de febrero de 2011 que tiene como objetivo el estudio,  la revitalización de las lenguas vernáculas de Extremadura  (el  extremeño, la  fala y el portugués rayano) y la protección del patrimonio cultural y natural de Extremadura.

## Organización
El OSCEC está organizado en tres comisiones temáticas, la de lengua, la de literatura y la de cultura. La primera se ocupa del estudio de las lenguas propias de Extremadura. Ha creado un manual de ortografía unificada del extremeño. 
La comisión de literatura se ocupa en la divulgación los textos literarios escritos en alguna de estas lenguas. Mientras que la comisión de cultura se ocupa de los aspectos culturales tradicionales de Extremadura. Desde 2021 se encarga de la coordinación del Día de las Letras Extremeñas.
Su presidente actual es Daniel Gordo.